# 利弗莫爾 (緬因州)
利弗莫爾（英語：Livermore）是一個位於美國緬因州安德羅斯科金縣的市鎮。

## 人口
根據2020年美國人口普查的數據，利弗莫爾的面積為102.05平方千米，當中陸地面積為97.44平方千米，而水域面積為4.61平方千米。當地共有人口2127人，而人口密度為每平方千米21人。